# Arenor vid olympiska vinterspelen 2022
Arenorna vid olympiska vinterspelen 2022 utgjordes av tre olika anläggningsområden - Peking, Yanqings bergskluster och Zhangjiakous bergskluster. Totalt användes 12 olika arenor under tävlingarna.

## Lista
| Område                    | Arena                                | Sporter/idrotter/evenemang    |
| ------------------------- | ------------------------------------ | ----------------------------- |
| Peking                    | Pekings Nationalstadion (fågelboet)  | Invigningsceremoni            |
| Peking                    | Pekings Nationalstadion (fågelboet)  | Avslutningsceremoni           |
| Peking                    | Pekings Nationella simstadion        | Curling                       |
| Peking                    | Pekings Nationella inomhusstadion    | Ishockey                      |
| Peking                    | LeSports Center                      | Ishockey                      |
| Peking                    | National Speed Skating Oval          | Hastighetsåkning på skridskor |
| Peking                    | Huvudstadsstadion                    | Konståkning                   |
| Peking                    | Huvudstadsstadion                    | Short track                   |
| Peking                    | Big Air Shougang                     | Freestyle                     |
| Peking                    | Big Air Shougang                     | Snowboard                     |
| Yanqings bergskluster     | Xiaohaituo alpincenter               | Alpin skidåkning              |
| Yanqings bergskluster     | Yanqing National Sliding Centre      | Bob                           |
| Yanqings bergskluster     | Yanqing National Sliding Centre      | Rodel                         |
| Yanqings bergskluster     | Yanqing National Sliding Centre      | Skeleton                      |
| Zhangjiakous bergskluster | Kuyangshu backhoppningsarena         | Backhoppning                  |
| Zhangjiakous bergskluster | Kuyangshu backhoppningsarena         | Nordisk kombination           |
| Zhangjiakous bergskluster | Kuyangshu skid- och skidskyttecenter | Längdskidåkning               |
| Zhangjiakous bergskluster | Kuyangshu skid- och skidskyttecenter | Skidskytte                    |
| Zhangjiakous bergskluster | Kuyangshu skid- och skidskyttecenter | Nordisk kombination           |
| Zhangjiakous bergskluster | Genting Snow Park                    | Freestyle                     |
| Zhangjiakous bergskluster | Genting Snow Park                    | Snowboard                     |